# Irmgard Woldering

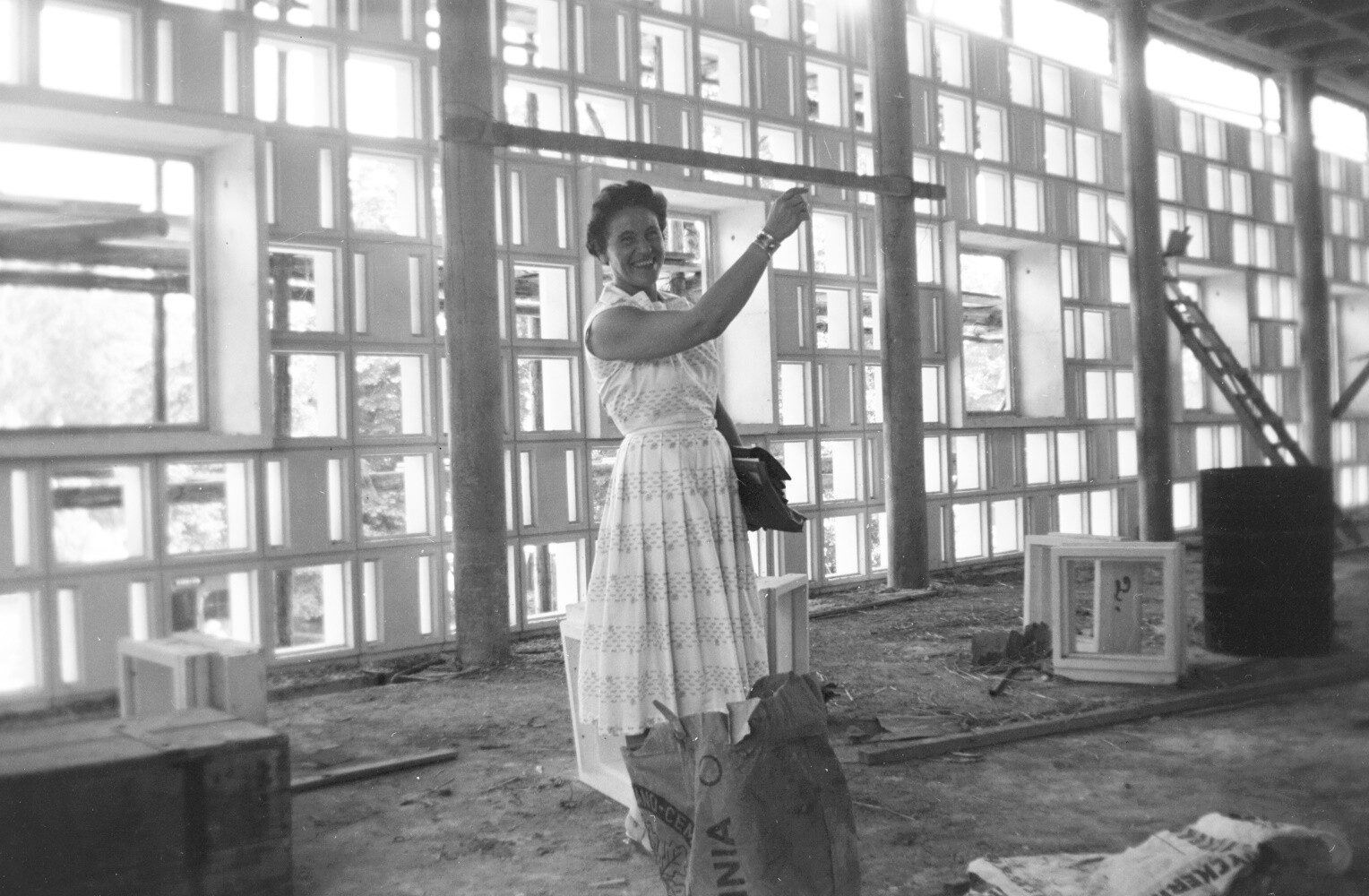
Irmgard Woldering auf der Baustelle des Erweiterungsbaus des Kestner-Museums, ca. 1960

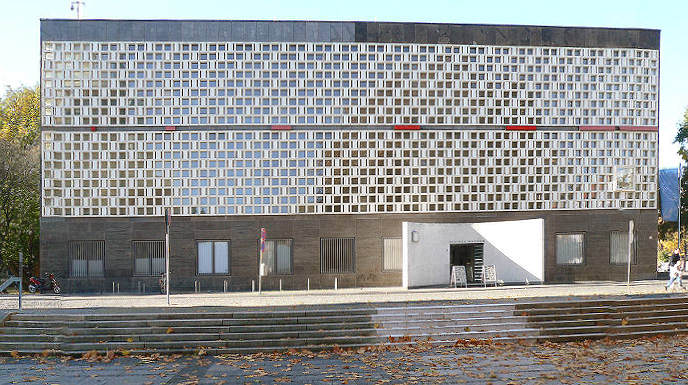
Das von 1958 bis 1961 umgebaute Kestner-Museum in Hannover

Irmgard Elisabeth Woldering, auch Irmgart, (* 26. Februar 1919 in Osnabrück; † 24. April 1969 in Hannover) war eine deutsche Ägyptologin und Museumsleiterin.

## Leben
Irmgard Woldering war eines von vier Kindern des Bankdirektors Josef Woldering und seiner Frau, der CDU-Politikerin Carla Woldering. Nach ihrem Studium der Ägyptologie, Kunstgeschichte und Geschichte wurde sie am 5. Juni 1950 an der Universität München mit einer Arbeit Zur memphitischen Kunst des Neuen Reiches promoviert. Danach begann sie ihre Berufslaufbahn als Volontärin im Kestner-Museum in Hannover. 1952 wurde sie Leiterin der Ägyptischen Abteilung und übernahm im Jahre 1955 die Gesamtleitung des Museums von Alfred Hentzen, die sie bis zu ihrem Tode im Alter von 50 Jahren innehatte. Dabei entschied sich die Stadt unter 23 Bewerbern für die einzige Frau. 1956 gehörte Woldering zu den 17 Gründungsmitgliedern der hannoverschen Sektion des Service-Clubs Soroptimist.
Irmgard Woldering setzte sich von Anfang an dafür ein, die Museumsexponate dem Publikum nahezubringen: „[E]s ist an uns, sie lebendig zu erfühlen. Zu ihrer Zeit hatten sie ja eine lebendige Aussage. Was aber einmal menschlich gültig war, das bleibt es, wie der Mensch durch Wandlungen sich gleich bleibt. Wir Museumsleute müssen nur Mittel und Wege finden, um die Menschen unserer Zeit zum Nachfühlen zu führen, müssen ihnen den ewigen Nachklang des Lebens in fremden wie in vertrauten Formen aufschließen.“ Dabei orientierte sie sich am „Stolz“ der Bürger auf die Museen in den Vereinigten Staaten, die „jeden Sonntag überfüllt“ seien. Ihre Aktivitäten waren prägend für das Museum und die Wahrnehmung der altägyptischen Kunst in Norddeutschland. Unter ihrer Leitung wurde das Museum umgebaut und erweitert. Die von ihr organisierten Ausstellungen erzielten zur damaligen Zeit Besucherrekorde. Ihre Vorträge, Museumsführungen und wissenschaftlichen Publikationen fanden große Beachtung.

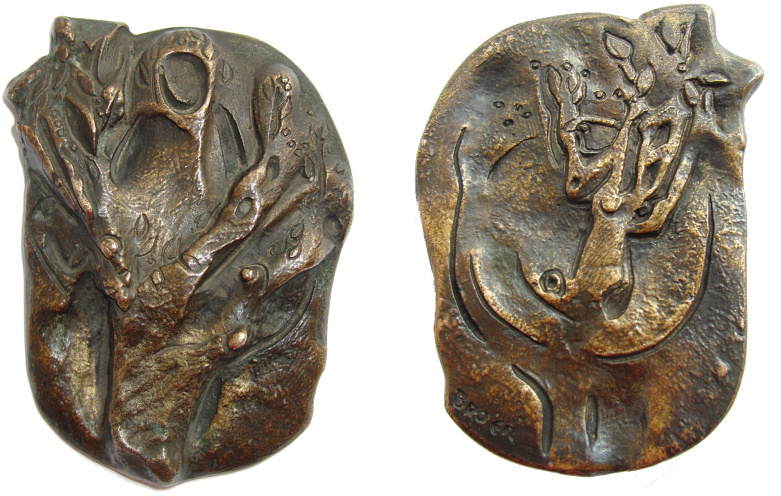
Dr.-Irmgard-Woldering-Förderungspreis mit Darstellung der Bergnymphe Daphne, angefertigt von Hilde Broër

Die Numismatische Gesellschaft zu Hannover schrieb am 29. Mai 1969 den Dr.-Irmgard-Woldering-Förderungspreis aus, mit dem von 1970 bis in die 1980er Jahre in- und ausländische Münz- und Medaillensammler ausgezeichnet wurden. Der Vorsitzende Georg Wimmelmann schrieb am 18. August 1970 an Hilde Broër, er wolle ihren Entwurf einer Daphne als Emblem der Preisplakette nutzen, denn er „meine, daß diese Plakette auch etwas und vielleicht sehr viel in Verbindung steht mit der Museumsdirektorin …, die so früh verstorben ist (Krebsleiden), schicksalhaft auf der Höhe ihres Schaffens, ohne daß sie sich dessen bewußt wurde, ihr Leben beenden mußte. Sie stand allein ohne jegliche Bindung, als Frau sehr selbstbewußt in ihrer wissenschaftlich künstlerischen Welt der Antike“.
Die Stadt Hannover benannte 2006 eine Straße in einem Neubaugebiet des Stadtteils Seelhorst nach Irmgard Woldering.

## Schriften
- Kestnermuseum 1889–1964. In: Hannoversche Geschichtsblätter. Neue Folge, Band 17, 1963, S. 73–280.
- Ägypten. Die Kunst der Pharaonen (= Kunst der Welt.). Paperback, 2. Auflage, unveränderter Nachdruck. Holle, Baden-Baden 1975, ISBN 3-87355-115-2.